# Sedící písař

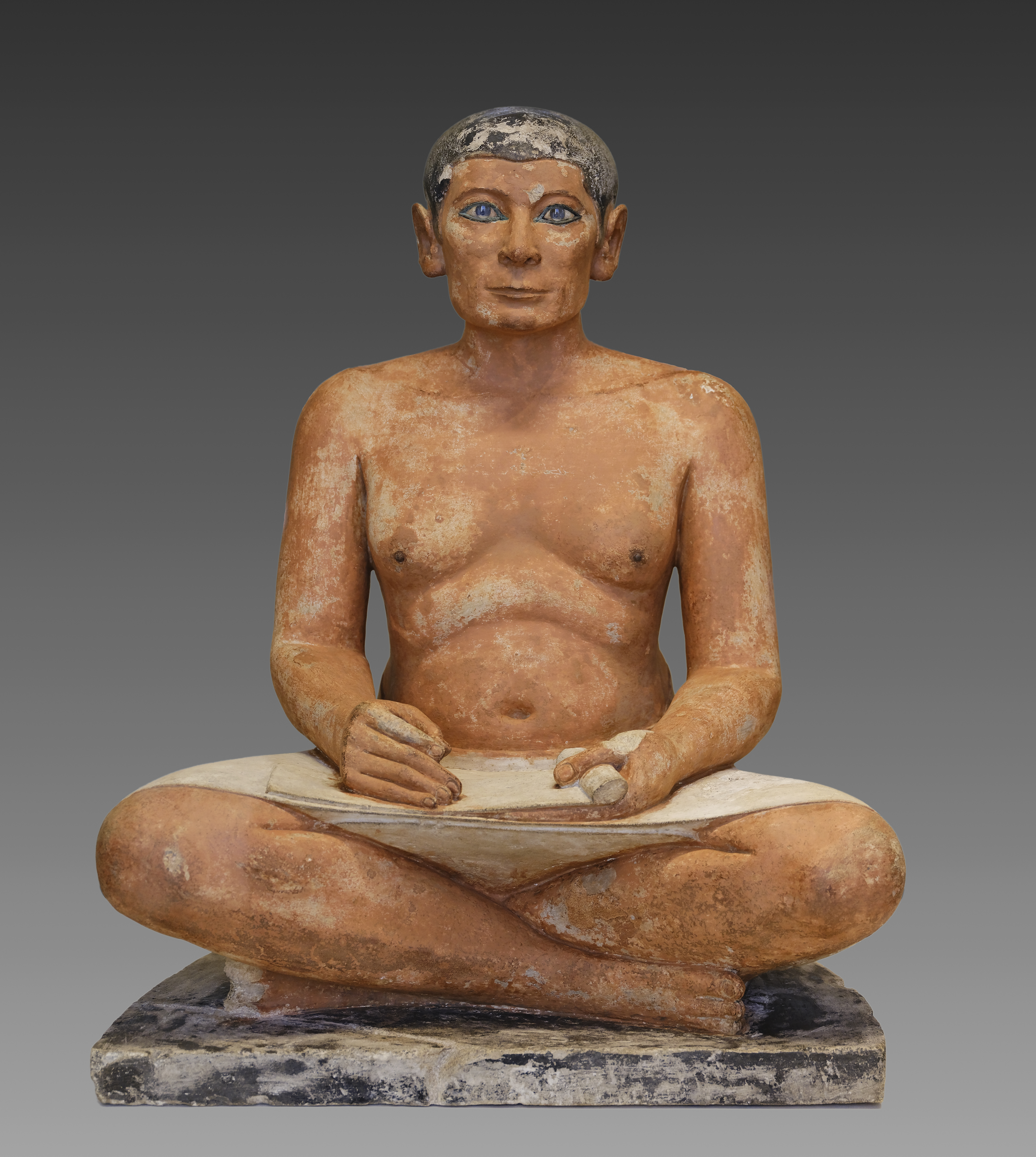
Socha Sedícího písaře; muzeum Louvre, Paříž

Socha Sedícího písaře je jednou z nejznámějších soch starověkého Egypta. Dílo zobrazuje sedícího písaře při práci. Skulptura byla nalezena v Sakkáře roku 1850 a pochází z přelomu 4. a 5. dynastie, konkrétně z let 2620–2500 př. n. l. V současné době se nachází v pařížském Louvru, kde je součástí stálé expozice egyptských památek.

## Popis

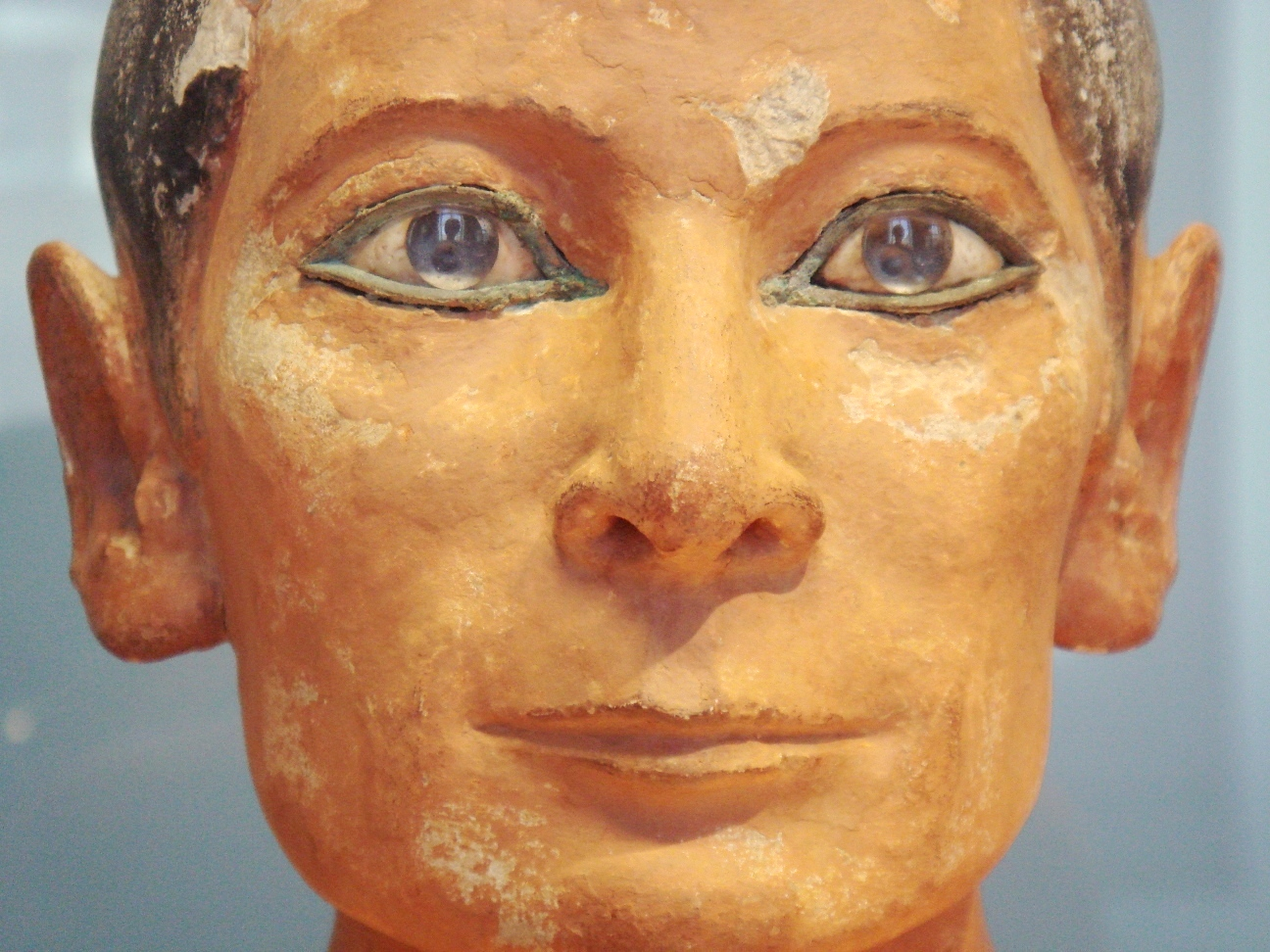
Oči jsou nejvýraznější částí písařovy sochy

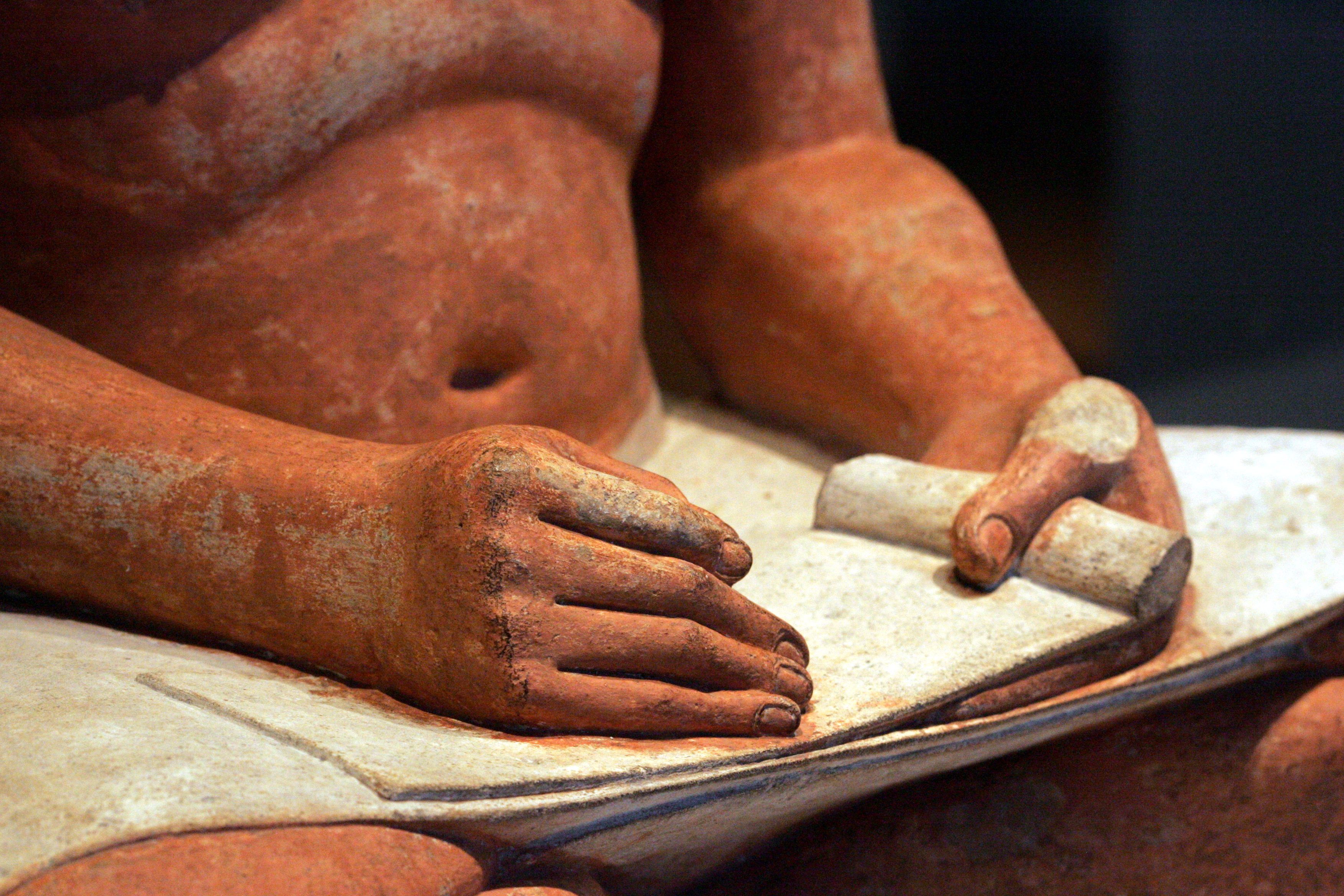
Detailně zpracované ruce a nehty

Socha z malovaného vápence představuje muže, konkrétně písaře, v sedící poloze. Postava je oděna do sukně sahající až po kolena. V ruce drží napůl srolovaný svitek papyru. Pravděpodobně nejvýraznější částí sochy je její obličej. Ten je zpracován mnohem detailněji než zbytek celého těla, i když ruce, prsty a nehty jsou rovněž pečlivě vymodelované. Ruce jsou v psací poloze. Zdá se, že socha v minulosti ve své ruce svírala štětec, který se však nedochoval. Samotná postava je robustní a má široký hrudník. Bradavky jsou vytvořeny ze dřeva. Výška sochy je 53,7 cm.
Zvláštní pozornost si zaslouží zpracování očí. Ty byly vyrobeny s důrazem na každý detail. K jejich výrobě byl použit bílý magnezit s červeně žilkovanou strukturou a dále vykládané kusy lesklého horského křišťálu. Zadní strana křišťálu byla pokryta vrstvou organického materiálu, který dával duhovce barvu a zároveň sloužil jako lepidlo. Oči drží na svém místě díky dvěma měděným sponám. Obočí bylo namalováno jemnými linkami z přírodního barviva.

## Historie
Skulptura sedícího písaře byla nalezena francouzským archeologem Augustem Mariettem 19. listopadu 1850 v Sakkáře, konkrétněji v mastabě, stojící vedle aleje sfing vedoucí k Sarapeu. Přesné místo nálezu je však neznámé, neboť původní Mariettův deník byl ztracen. Dokumenty popisující tyto vykopávky byly vydány až po jeho smrti. Identita Sedícího písaře zůstává nadále neznámá. Půlkruhový podstavec naznačuje, že se socha původně nacházela na větším kusu kamene, na kterém pravděpodobně bývalo jeho jméno a titul. Socha pochází zřejmě z přelomu 4. a 5. dynastie a je obvykle spojována s osobou vezíra Pehernefera. Někteří odborníci se domnívají, že socha představuje vysokého úředníka Sechemka či provinčního guvernéra Kajeho. Samotné datování sochy je rovněž nejasné, neboť je možné, že pocházela dokonce až ze 6. dynastie. Pro ranější období ale hovoří fakt, že byl písař vymodelován v pozici při psaní, kdežto sochy písařů pocházejících z období po 5. dynastii byly většinou vyobrazeny při čtení.